# Spilosoma rubra
Spilosoma rubra là một loài bướm đêm thuộc phân họ Arctiinae, họ Erebidae.